# Matti Maasikas

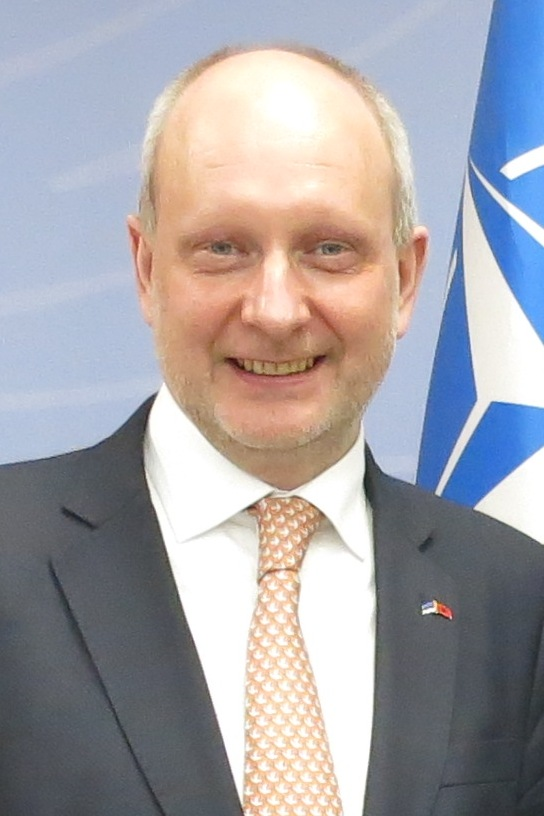
Matti Maasikas (2017)

Matti Maasikas (* 12. Juni 1967 in Tallinn, Estnische SSR, Sowjetunion) ist ein estnischer Diplomat. Er war bis Sommer 2023 Delegationsleiter der Europäischen Union in der Ukraine.

## Werdegang

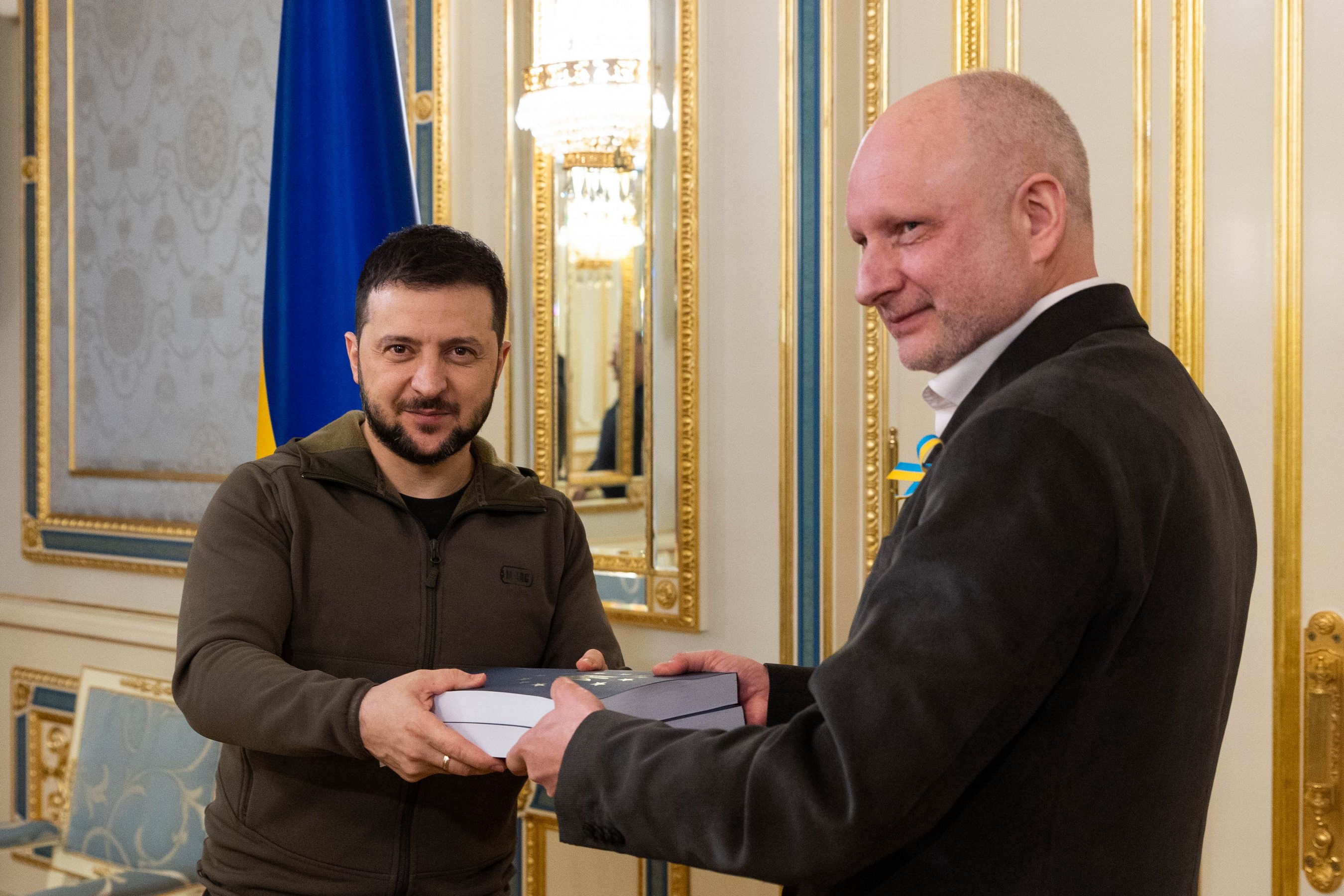
Maasikas mit Wolodymyr Selenskyj bei der Übergabe des ausgefüllten Fragebogens zur Erlangung des Status als EU-Beitrittskandidat

Nachdem er im Jahr 1985 das 4. Tallinner Gymnasium und 1993 die Fakultät für Geschichte der Universität Tartu absolvierte, arbeitete er von 1993 bis 1994 er als geschäftsführender Direktor des Estnischen Nationalmuseums und später als Berater im estnischen Verteidigungsministerium.
Von 2001 bis 2005 war er Botschafter Estlands in Finnland. Im Anschluss bis 2008 war er Generalsekretär des estnischen Außenministeriums. Von August 2010 gehörte er dem Beraterteam des Kommissionspräsidenten José Manuel Barroso an, ehe er von 2011 bis 2016 Ständiger Vertreter Estlands bei der Europäischen Union wurde. Während der estnischen Präsidentschaft des Europarates wurde Maasikas zum Sonderbeauftragten Estlands bei der Europäischen Union ernannt. Von 2016 bis 2019 war er stellvertretender Außenminister Estlands für europäische Angelegenheiten. Im August 2019 löste er Hugues Mingarelli als Leiter der Delegation der Europäischen Union in der Ukraine ab.
Am 18. April 2022 überreichte ihm der ukrainische Präsident Wolodymyr Selenskyj den ausgefüllten Fragebogen zur möglichen Erlangung des Status eines Beitrittskandidaten der Europäischen Union.